# .sn
.sn este un domeniu de internet de nivel superior, pentru Senegal (ccTLD).